# Сан-Валли (Айдахо)
Сан-Ва́лли (англ. Sun Valley, дословно — «солнечная долина») — город и горнолыжный курорт в округе Блейн, штат Айдахо, США.

## История
Со спадом золотой лихорадки 1860—1870 годов местные старатели начали заниматься фермерством. Вместо золотодобычи основным родом деятельности в регионе стало овцеводство. Оно настолько прочно вошло в жизнь поселенцев, что даже наступление эпохи авто- и железнодорожных перевозок мало повлияло на их обиход. 
Звёздный час Сан-Валли пришёл после олимпиады в Лейк-Плесиде в 1932 году, когда промышленник Аверелл Гарриман уполномочил австрийского профессионального горнолыжника графа Феликса Шаффготша досконально исследовать Скалистые горы в поисках оптимального места для создания высококлассного горнолыжного курорта. В 1936 году Шаффготш оказался в шахтёрском городке Кетчум. Он писал Гарриману:

Здесь больше замечательных перспектив для центра зимних видов спорта, чем в любом месте в США, Швейцарии или Австрии из тех, что я видел.
Оригинальный текст (англ.)It contains more delightful features for a winter sports center than any other place I have seen in the United States, Switzerland or Austria.

Всего лишь за 7 месяцев и с помощью вложений в 1,5 миллиона долларов на месте бывшего ранчо был построен четырёхэтажный курорт и оборудованы лыжные трассы на близлежащих горах Доллар и Проктор. Нынешняя главная трасса Сан-Валли на горе Болд-Маунтин не входила в первоначальные планы; для её сооружения в 1930-х годах отсутствовали соответствующие технологии. Для управления маркетингом курорта был нанят Стив Ханнаган, создавший пляжи Майами-Бич в их нынешнем виде. Именно он выбрал для курорта имя и пригласил туда таких кинозвёзд как Эррол Флинн и Кларк Гейбл. Ко второй зиме был построен главный гостиничный комплекс, и на курорт приехали другие знаменитости, в том числе Эрнест Хемингуэй, написавший в Сан-Валли роман «По ком звонит колокол». Для обеспечения большего комфорта Гарриман разработал идею кресельного подъёмника. Разработку конструкции он поручил инженеру Union Pacific Джеймсу Каррану. За основу была взята система погрузки бананов на корабли, с которой Карран имел дело будучи в тропиках. В 1937 году кресельный подъёмник был запатентован. В Сан-Валли также появились первые в мире детские фрирайд-трассы и горнолыжная школа. 
Курорт является популярным местом для киносъёмок. Одним из первых снятых там фильмов в 1941 году стала лента Серенада солнечной долины. На данный момент в Сан-Валли снято порядка 30 фильмов и сериалов различных жанров. В военные годы курорт был закрыт, а в Сан-Валли разместился госпиталь ВМФ США. 
13 апреля 1947 года деревня Сан-Валли получила статус города. Первым мэром стал Уин Грей, проработавший в этой должности 22 года. Ныне в Сан-Валли имеют собственные дома такие знаменитости, как Арнольд Шварценеггер, Клинт Иствуд, Деми Мур, Сильвестр Сталлоне и другие.

## География и климат
Сан-Валли расположен в северо-западной части округа Блейн по соседству с городком Кетчум. Высота центральной части города составляет 1741 м. Площадь города составляет 24,7 км². Расстояние напрямую до столицы штата, Бойсе, составляет 161 км. Через город проходит внутриштатное шоссе 75. Сан-Валли обслуживается аэропортом имени Фридмена.
| Климатограмма Сан-Валли                                     | Климатограмма Сан-Валли | Климатограмма Сан-Валли | Климатограмма Сан-Валли | Климатограмма Сан-Валли | Климатограмма Сан-Валли | Климатограмма Сан-Валли | Климатограмма Сан-Валли | Климатограмма Сан-Валли | Климатограмма Сан-Валли | Климатограмма Сан-Валли | Климатограмма Сан-Валли |
| ----------------------------------------------------------- | ----------------------- | ----------------------- | ----------------------- | ----------------------- | ----------------------- | ----------------------- | ----------------------- | ----------------------- | ----------------------- | ----------------------- | ----------------------- |
| Я                                                           | Ф                       | М                       | А                       | М                       | И                       | И                       | А                       | С                       | О                       | Н                       | Д                       |
| 57.2 0 −16                                                  | 52.3 3 −13              | 49.8 7 −9               | 31.2 12 −4              | 46.5 17 0               | 37.6 22 3               | 21.8 27 6               | 20.8 27 5               | 30.2 21 1               | 28.7 15 −4              | 45.2 6 −10              | 58.9 0 −15              |
| Температура в °C • Сумма осадков в мм Источник: weather.com |                         |                         |                         |                         |                         |                         |                         |                         |                         |                         |                         |

## Население
Согласно данным за 2009 год, население Сан-Валли составляло 1483 человека. Плотность населения равна 60 чел./км². Средний возраст населения — 46 лет и 6 месяцев. Половой состав населения: 56,9 % — мужчины, 43,1 % — женщины. Расовый состав населения по оценкам на 2005—2009 годы:
- белые — 92,0 %;
- индейцы — 3,1 %;
- азиаты — 1,7 %;
- прочие расы — 3,3 %;

Ниже приведена динамика численности населения Сан-Валли: